# Ковчег (телесериал, 2011)
«Ковче́г» (исп. El Barco) — испанский постапокалиптический телесериал, созданный Globomedia для испанского телевидения.

## Сюжет
Корабль «Полярная звезда» отправляется в своё плавание с целью обучения студентов-моряков. Капитаном является Рикардо Монтеро, чьи две дочери — Айноа и Валерия — находятся с ним, на корабле. С целью познакомиться с отцом, старпомом де ла Куадра, на борт проникает его сын Улисс. Сначала отец не признаёт сына и заключает под арест, но позже меняет своё решение.
После катастрофических событий, связанных со взрывом большого адронного коллайдера, большинство земной поверхности оказалось под водой. «Полярная звезда» остаётся одним из немногих мест, где выжили люди.

## В главных ролях
| Актёр             | Роль                                          | Примечания |
| ----------------- | --------------------------------------------- | --- |
| Марио Касас       | Улисс Гармендия                               | Сын старпома на «Полярной звезде». Он тайком пробрался на корабль. По его утверждению, он здесь только потому, что хотел найти своего родного отца. |
| Хуан Хосе Артеро  | Рикардо Монтеро                               | Капитан корабля, имеет двух дочерей, забота о которых является для него наиболее важной после катастрофы. Влюблён в Доктора Хулию Уилсон. Женился на ней. |
| Бланка Суарес     | Айноа Монтеро                                 | Дочь капитана, в последних сериях первого сезона вступает в романтические отношения с Улиссом. |
| Ирене Монтала     | Хулия Уилсон                                  | Доктор, одна из тех учёных, которые принимали участие в проекте адронного коллайдера. В конце первого сезона раскрывается её участие в секретной программе неизвестной компании по уничтожению человечества. Влюблена в Рикардо Монтеро. Вышла за него замуж. |
| Хуан Пабло Шук    | Эрнесто Гамбоа                                | Отрицательный персонаж сериала. В 7 серии 1 сезона он убивает 19-летнего студента, позже при попытке сбежать на спасательном плоту был остановлен Улиссом, суд над которым из-за данных событий заканчивается возвращением Гамбоа на корабль. Как и Хулия Уилсон, связан с тайной организацией. Именно его угрозы расправой над семьёй капитана приводят к разрыву отношений Айноа и Улисса. |
| Иван Массаге      | Бурбуха (Роберто Карденьоса, позже —Шнайдер). | Помощник повара, а также техник-слесарь. Из-за того, что однажды провёл под водой без воздуха более четырёх минут, имеет некоторые мозговые отклонения. Имеет высшее биологическое образование, работал на ту же организацию, что и Хулия с Гамбоа. В первом сезоне неоднократно выручает корабль и его экипаж из беды. В заключительной серии его невеста из прошлого Маримар помогает ему вспомнить, кем он раньше был, благодаря чему он спасает всех своих друзей. Брат Саломеи Карденьоса. |
| Неус Санс Эскобар | Саломея Карденьоса                            | Повар на корабле. Решает важные психологические конфликты. Встречается со старпомом Хулианом де ла Куадра. Сестра Роберто Карденьоса. |
| Луис Калехо       | Хулиан де ла Куадрэ                           | Старпом на корабле «Полярная звезда». Отец Улисса, а также лучший друг капитана. |
| Бернабе Фернандес | Андрес Паломарес                              | Студент-моряк, воспитанный в католической семье, священнослужитель католической церкви. Умер в 9 серии 2 сезона, потому что выбросился в море. И тут же его спасли молнией. Влюблён в Вильму Лиоренте. |
| Марина Салас      | Вильма Лиоренте                               | Беременная девушка на корабле, чья жизнь, как и её ребёнка, в опасности — нет необходимого медицинского оборудования. Несмотря на то что беременность под большой угрозой, она предпочитает делать то, что она считает уместным в каждом моменте. Подруга Паломареса, который влюблён в неё. Встречалась с Пити, а затем влюбляется в Чо Сунга. |
| Хавьер Эрнандес   | Педро (Пити) Хиронес                          | Персонаж, который, впервые поднявшись на палубу корабля, сразу же показывает свой характер: грубит старпому, вследствие чего ему пришлось ходить с жвачкой на лбу следующие 24 часа. Но на тему издёвок он всегда шутит. Пити влюблён в Вилму (второй сезон), он часто расстраивает её своим поведением, хотя и является в сериале «доской, плавающей после крушения» для персоналии. |
| Дэвид Сейджо      | Рамиро Медина                                 | Студент-моряк, хромает на одну ногу. Помощник Гамбоа на корабле. |
| Жизель Кальдерон  | Эстела Монтес                                 | Студентка на «Полярной звезде», очень влюбчивая девушка. Дочь Александра Монтеса. |
| Патрисия Арбуес   | Валерия Монтеро                               | Пятилетняя девочка, недавно потерявшая мать, отправляется со своим отцом-капитаном в плавание. Это чистый и светлый ребёнок, не скрывающий тайн. Её лучшим другом становится Бурбуха. Все считают её главной радостью на корабле. |
| Альберто Джо Ли   | Чо Сунг                                       | Кореец, притворяющийся, что не говорит по-испански. Был поваром на русском корабле «Звезда Сира». Стал лучшим другом Пити, влюблён в Вильму. |
| Хан Корнет        | Макс Дельгадо                                 | Один из выживших в отеле, «лидер» среди них. Член проекта «Александрия». Испытывает симпатию к Айноа. В седьмой серии уплывает вместе с кораблём искать землю, вместо Улисса. |
| Гектор Альтерио   | Вентуро                                       | Один из 193 выживших в отеле, дед Ратона, сын первого капитана «Полярной звезды» Суники. Давний знакомый Александра Монтеса, когда-то спас тому жизнь. Вместе с внуком тайком пробрался на судно «Полярной звезды». |
| Габриэль Дельгадо | Ратон                                         | Один из выживших в отеле, внук Вентуры. Становится другом Валерии. |
|                   | Дульси                                        | Участник проекта «Александрия», бывшая девушка Улиса, погибла на Полярной звезде от укусов комаров |
|                   | Соль Торес                                    | Девушка, попавшая на корабль случайно, вместо своей сестры-близнеца, убита Гамбоа, так как не являлась избранной |
|                   | Маримар                                       | Невеста Роберто, избранная на французском корабле |
|                   | Эвелин                                        | Дочь Гамбоа, находится на подводной лодке |
|                   | Александр                                     | Владелец 7 кораблей, отеля, острова, подводной лодки. Главный антагонист |
|                   |                                               | Капитан французского корабля |
|                   | Виктор                                        | Участник проекта «Александрия», находится на подводной лодке |

## Список эпизодов сериала
| Сезон | Сезон | Серий в сезоне | Дата выхода в эфир | Дата последней серии | Средняя аудитория | Средняя аудитория | Средняя аудитория |
| Сезон | Сезон | Серий в сезоне | Дата выхода в эфир | Дата последней серии | Зрители           | Доля в процентах  |                   |
| ----- | ----- | -------------- | ------------------ | -------------------- | ----------------- | ----------------- | ----------------- |
|       | 1     | 13             | 17 января 2011     | 25 апреля 2011       | 4 149 000         | 20,6 %            |                   |
|       | 2     | 14             | 8 сентября 2011    | 5 января 2012        | 2 907 000         | 16,9 %            |                   |
|       | 3     | 16             | 18 октября 2012    | 21 февраля 2013      | 2 602 000         | 14,3 %            |                   |
| TOTAL | TOTAL | 43             | 2011               | 2013                 | 3 166 000         | 17,3 %            |                   |

### Первый сезон (2011)
| № серии | Название                                          | Дата премьеры   |
| ------- | ------------------------------------------------- | --------------- |
| 1 (1)   | «Un Millón de Millas» — «Миллион миль»            | 17 января 2011  |
| 2 (2)   | «Echando la Caña» — «Заброс якоря»                | 24 января 2011  |
| 3 (3)   | «El Fantasma Pirata» — «Призрак пирата»           | 31 января 2011  |
| 4 (4)   | «Un Mundo Bajo el Mar» — «Мир под водой»          | 7 февраля 2011  |
| 5 (5)   | «El Graznido» — «Ворон»                           | 14 февраля 2011 |
| 6 (6)   | «Elecciones» — «Выборы»                           | 21 февраля 2011 |
| 7 (7)   | «Perdidos» — «Потерянные»                         | 28 февраля 2011 |
| 8 (8)   | «Pesca Mayor» — «Большая рыбалка»                 | 7 марта 2011    |
| 9 (9)   | «Un Punto en el Radar» — «Точка на радаре»        | 21 марта 2011   |
| 10 (10) | «Niebla» — «Туман»                                | 28 марта 2011   |
| 11 (11) | «La Ley del Mar» — «Морской закон»                | 4 апреля 2011   |
| 12 (12) | «El Hombre de Liverpool» — «Человек из Ливерпуля» | 11 апреля 2011  |
| 13 (13) | «Esperando un Milagro» — «В ожидании чуда»        | 25 апреля 2011  |

### Второй сезон (2011—2012)
| № серии | Название                                                                  | Дата премьеры    |
| ------- | ------------------------------------------------------------------------- | ---------------- |
| 1 (14)  | «No Estamos Solos» — «Мы не одиноки»                                      | 8 сентября 2011  |
| 2 (15)  | «El Oscuro Visitante» — «Тёмный посетитель»                               | 15 сентября 2011 |
| 3 (16)  | «La última Balsa del Queen América» — «Последний плот `Королевы Америки`» | 22 сентября 2011 |
| 4 (17)  | «Las Tripas de Bobby el Oso» — «Внутренности медвежонка Бобби»            | 28 сентября 2011 |
| 5 (18)  | «¿Quién Teme al Lobo Feroz?» — «Кто боится серого волка?»                 | 6 октября 2011   |
| 6 (19)  | «Camarón que se Duerme…» — «Креветка, которую уносит течением»            | 13 октября 2011  |
| 7 (20)  | «Los Pies en el Сеmento» — «Ноги в цементе»                               | 20 октября 2011  |
| 8 (21)  | «La Sirena» — «Русалка»                                                   | 27 октября 2011  |
| 9 (22)  | «El Cura y el Doctor Frankenstein» — «Священник и доктор Франкенштейн»    | 3 ноября 2011    |
| 10 (23) | «El Extraño Caso del pato Manolito» — «Странный случай с уткой Манолито»  | 10 ноября 2011   |
| 11 (24) | «Una de Fantasmas» — «Одно из привидений»                                 | 17 ноября 2011   |
| 12 (25) | «Un Barco en el Espejo» — «Корабль в зеркале»                             | 24 ноября 2011   |
| 13 (26) | «Mentiras y Cabaret» — «Ложь и кабаре»                                    | 1 декабря 2011   |
| 14 (27) | «La Noche de Reyes» — «Королевская ночь»                                  | 5 января 2012    |

### Третий сезон (2012—2013)
| № серии | Название                                                          | Дата премьеры   |
| ------- | ----------------------------------------------------------------- | --------------- |
| 1 (28)  | «El Tripulante de Honor» — «Гости экипажа»                        | 18 октября 2012 |
| 2 (29)  | «El Arte de la Guerra» — «Искусство войны»                        | 25 октября 2012 |
| 3 (30)  | «Lo Que la Luz Esconde» — «Что скрывает свет»                     | 1 ноября 2012   |
| 4 (31)  | «100 m² de Tierra Firme» — «Материк в 100 квадратных метров»      | 8 ноября 2012   |
| 5 (32)  | «El Dueño del Mundo» — «Хозяин мира»                              | 15 ноября 2012  |
| 6 (33)  | «Fukushima Blues» — «Фукусима блюз»                               | 22 ноября 2012  |
| 7 (34)  | «La Boda» — «Свадьба»                                             | 29 ноября 2012  |
| 8 (35)  | «Quién es Quién» — «Кто есть кто»                                 | 13 декабря 2012 |
| 9 (36)  | «La Energía que Mueve el Mundo» — «Энергия, которая движет миром» | 20 декабря 2012 |
| 10 (37) | «Lo que Queda del Mundo» — «Что остаётся от мира»                 | 10 января 2013  |
| 11 (38) | «Las Cosas a Escondidas» — «Спрятанные вещи»                      | 17 января 2013  |
| 12 (39) | «Nada Por Aquí» — «Здесь ничего нет»                              | 24 января 2013  |
| 13 (40) | «El Gato y el Ratón» — «Кошки-мышки»                              | 31 января 2013  |
| 14 (41) | «Un Ruido en el Cielo» — «Шум в небе»                             | 7 февраля 2013  |
| 15 (42) | «Fuera de Este Mundo» — «Из этого мира»                           | 14 февраля 2013 |
| 16 (43) | «La última bala» — «Последняя пуля»                               | 21 февраля 2013 |

## Даты выхода в разных странах
| Страна   | Телеканал           | Дата выхода первой серии                                                     | Название      |
| -------- | ------------------- | ---------------------------------------------------------------------------- | ------------- |
| Испания  | Antena 3            | 17 января 2011 (1 сезон) 8 сентября 2011 (2 сезон) 18 октября 2012 (3 сезон) | El Barco      |
| Болгария | AXN Bulgaria        | 13 июня 2011 (1 сезон)                                                       | Корабът       |
| Польша   | AXN Polonia         | 2 октября 2011 (1 сезон)                                                     | Statek        |
| Венгрия  | AXN Hungría         | 2 октября 2011 (1 сезон)                                                     | A bárka       |
| Чехия    | AXN República Checa | 9 октября 2011 (1 сезон)                                                     | Na lodi       |
| США      | V-ME                | 22 сентября 2011 (1 сезон) 26 апреля 2012 (2 сезон) 16 января 2013 (3 сезон) | The Boat:Lost |
| Россия   | Sony Sci-Fi         | 28 октября 2011 (1 сезон) 29 июня 2012 (2 сезон) 4 сентября 2013 (3 сезон)   | Ковчег        |
| Бразилия | Globosat            | в мае 2011 (1 сезон)                                                         | O Barco       |
| Румыния  | AXN Channel         | 4 октября 2011 (1 сезон)                                                     | Vaporul       |
| Украина  | К1                  | 28 июля 2012 (1 сезон) 1 сентября 2012 (2 сезон)                             | Корабель      |
| Беларусь | Беларусь-1          | 30 сентября 2013 (1 сезон)                                                   | Ковчег        |

## Российская адаптация
Премьера российской адаптации под названием «Корабль» состоялась 13 января 2014 года на канале СТС. Позже повторные показы сериала прошли на телеканале «Ю» и «Супер».
Премьера второго сезона российской адаптации состоялась на канале СТС 23 марта 2015 года.
В марте 2016 года телеканал СТС официально заявил о том, что продолжение сериала снимать не планирует.